# 肯·班尼斯特
肯尼思·班尼斯特（英語：Kenneth Bannister，1960年4月1日—），美国NBA联盟职业篮球运动员。他在1984年的NBA选秀中第7轮第17顺位被纽约尼克斯选中。